# Yvon Delisle
Pour les articles homonymes, voir Delisle.
Yvon Delisle est l'auteur de l'ouvrage de référence par excellence en matière d'anglicismes rencontrés au Québec Mieux dire : Mieux écrire,  "un Petit corrigé des 1500 énoncés les plus malmenés au Québec". Ce recueil est maintenant rendu à sa troisième édition. Dans la même série de Mieux dire : Mieux écrire, Delisle est aussi le responsable d'un didacticiel destiné aux particuliers et  d'un autre, sous format de licence réseau destiné aux écoles.  
Ce linguiste s'est consacré à l'enseignement pendant 26 ans au secondaire et a manifesté son grand intérêt pour la langue française de différentes manières, en grande partie via son partenariat avec l'Office québécois de la langue française, mais aussi par ses nombreuses interventions envers les journalistes québécois. Reconnu comme étant une référence dans son domaine, il intervient dans les médias québécois lors des débats entourant la langue française. 
L'ouvrage d'Yvon Delisle est employé et recommandé dans les établissements d'enseignement québécois et dans le milieu professionnel québécois et en tant qu'outil linguistique reconnu. En collaboration avec l'Office québécois de la langue française, il est responsable, entre autres choses, de la co-révision du populaire dictionnaire québécois : Le Multidictionnaire de la langue française qui en est maintenant à sa septième édition. L'auteure de ce dictionnaire, Marie-Éva De Villers, a d'ailleurs écrit la préface de l'ouvrage de référence de Delisle.

### Didacticiels
- DELISLE, Yvon. (2002) Mieux dire Mieux écrire - Le didacticiel (pour utilisation monoposte) Éditions Septembre
- DELISLE, Yvon. (2002) Mieux dire Mieux écrire - Licence réseau - Pour l'ensemble des postes d'une même école Éditions Septembre